# Monopoly
Monopoly (Monopolio en algunas versiones al español) es un juego de mesa basado en el intercambio y la compraventa de bienes raíces (normalmente, inspirados en los nombres de las calles de una determinada ciudad), hoy es propiedad de la empresa estadounidense Hasbro. Monopoly es uno de los juegos de mesa comerciales más vendidos del mundo.[cita requerida]
Como el nombre sugiere, el objetivo del juego es formar un monopolio de oferta, poseyendo todas las propiedades inmuebles que aparecen en el juego. Los jugadores mueven sus respectivas fichas, llamadas en el juego «tokens» por turnos en sentido horario alrededor de un tablero, basándose en la puntuación de los dados, y caen en propiedades que pueden comprar de un banco imaginario, o dejar que el banco las subaste en caso de no ser compradas. Si las propiedades en las que caen ya tienen dueños, los dueños pueden cobrar por pasar por su propiedad o quien caiga podrá comprárselas, en caso de avanzar con casualidad o arca comunal no se pueden comprar las propiedades.
Tiene su origen en un juego de principios del siglo XX, The Landlord's Game, creado por Elizabeth Magie, del que se derivaron otros juegos de bienes raíces y el propio Monopoly. Desde los Estados Unidos, el juego se propagó a otros países en diversas versiones, como el Matador danés. Jugadores en Inglaterra o Estados Unidos, por ejemplo, adaptaban esta clase de juegos a sus localidades, añadiendo nombres de lugares cercanos a los tableros de juego.

## Historia

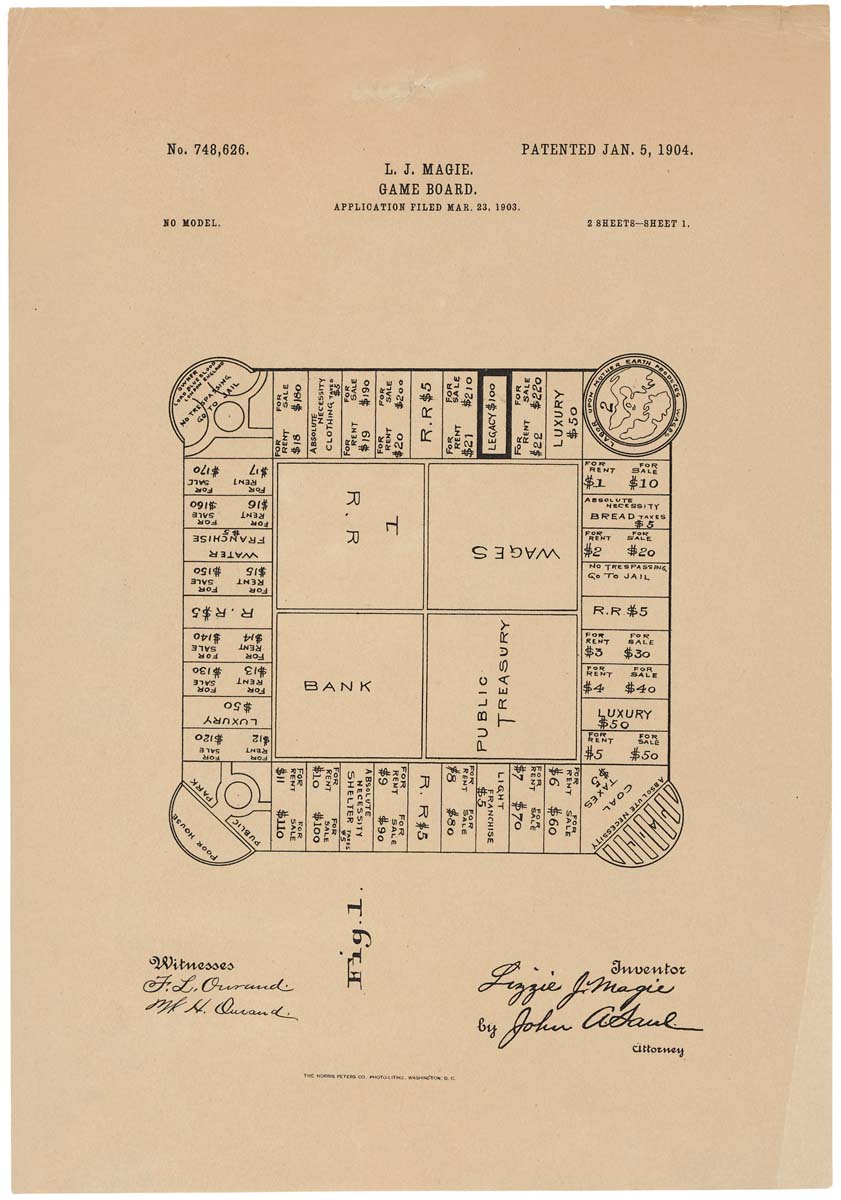
Patente de The Landlord's Game, antecesor del Monopoly, otorgada en 1904 a E. Magie.

El juego tiene su origen en un juego creado por Elizabeth Magie en 1903 y patentado en 1904, llamado The Landlord's Game. El juego se hizo popular en varias ciudades de los Estados Unidos en los años siguientes, se editó en varias formas y versiones sin el control de su autora original.
En 1935 Charles Darrow, un vendedor de calefactores domésticos desempleado del sureste de Pensilvania durante la Gran Depresión de los años treinta patentó la versión de Atlantic City de ese juego con el nombre de Monopoly. Tras un primer intento fallido de venderlo a la empresa juguetera Parker Brothers, inició una producción a pequeña escala del juego que resultó exitosa. Parker volvió a llamar entonces a su puerta para hacerse con el juego.
La compañía Parker Brothers, ahora parte de la multinacional Hasbro, ha mantenido que el autor del juego es únicamente Charles Darrow (en 1935) por motivos de marketing. Pero la autora original es Elizabeth Magie (en 1903) y el origen del Monopoly como evolución de juegos anteriores (todos ellos derivados de The Landlord's Game), ha sido incluso reconocida por los tribunales estadounidenses en el caso de Parker vs. Ralph Anspach, durante el largo proceso judicial ocurrido entre 1975 y 1986 a raíz de la publicación de un juego de mesa titulado Anti-Monopoly.
El nombre de una de las propiedades, Marvin Gardens (Jardines Marvin), es, en realidad, derivado de Marven Gardens, con e en vez de i, el nombre de un barrio al oeste de Atlantic City que está entre los pueblos de Margate City y Ventnor City. Todos estos pueblos están en una isla llamada Absecon Island.
Darrow hacía inicialmente sus juegos de Monopoly a mano, con la ayuda de su primer hijo, William Darrow, y de su esposa, quienes coloreaban los espacios diseñados con pluma por Charles Darrow sobre trozos circulares de hule y recortaban y marcaban las tarjetas de cartulina. Luego, cuando la demanda por comprar el juego aumentó, Darrow mandó hacer los juegos a una imprenta de Filadelfia, con tableros cuadrados de cartón. Posteriormente en 1935, Darrow vendió los derechos de producción de Monopoly a la empresa Parker Brothers de Massachusetts.
Según la empresa Hasbro, que adquirió Parker Brothers en 1991, desde que Charles Darrow vendió los derechos de producción de Monopoly a Parker Brothers en 1935, más de 500 millones de personas han jugado el juego.
El Libro Guinness de los récords da un número próximo a 500 millones de jugadores de Monopoly hasta 1999, convirtiéndolo así en el juego de mesa más jugado del mundo.
Actualmente, Hasbro organiza regularmente campeonatos estadounidenses y mundiales de Monopoly. Hasbro también auspicia campeonatos locales en Estados Unidos, organizados por aficionados del juego. El vigente campeón del mundo es el noruego Bjørn Halvard Knappskog, ganador del último campeonato en Las Vegas. El siguiente será en el año 2015.

## Ediciones
Una particularidad del juego es que muchos jugadores crean sus propias reglas caseras, o aprenden reglas caseras de otros jugadores. Sin embargo, Monopoly tiene un reglamento escrito, cuya esencia ha cambiado poco desde que se patentó el juego en 1935. Solo unos pocos detalles han evolucionado, como el detalle acerca del valor de impuestos sobre jugadores que caigan en los dos espacios de impuestos que tiene el tablero. Las reglas han sido planteadas para su aclaración, pero la esencia no ha cambiado.
Hasbro produce distintas ediciones de Monopoly. Algunas ediciones están disponibles constantemente, como por ejemplo Monopoly Standard o Monopoly Deluxe. Se hacen también ediciones especiales para promover productos de otras empresas, como de la película animada Shrek 2, de personajes de Disney, de series de televisión como Los Simpsons o en conmemoración de fechas especiales, como el septuagésimo aniversario de Monopoly en 2005 o el Monopoly Star Wars para celebrar el vigésimo aniversario de Star Wars. El Monopoly más reciente es el Monopoly Imperio, en el que los jugadores se pueden adueñar de grandes marcas internacionales, como Coca-Cola, Paramount, Samsung, McDonald's, etc; esta edición del juego es posterior a Monopoly City, en el cual puedes crear tu propia ciudad con 80 edificios diferentes.
Hasbro también licencia la producción de Monopoly a otras empresas dentro y fuera de Estados Unidos. Por ejemplo, la empresa USAopoly de California hace ediciones adaptadas a distintas ciudades de Estados Unidos o a productos y servicios de otras empresas estadounidenses, a manera de publicidad, como Coca-Cola Company, la NFL, o la asociación de carreras de automóviles NASCAR.
En Estados Unidos, además de la versión en inglés, Hasbro produce una edición estadounidense de Monopoly, con lugares de Atlantic City, traducida al español. La actual traducción de las reglas estadounidenses del inglés al español es bastante fiel.

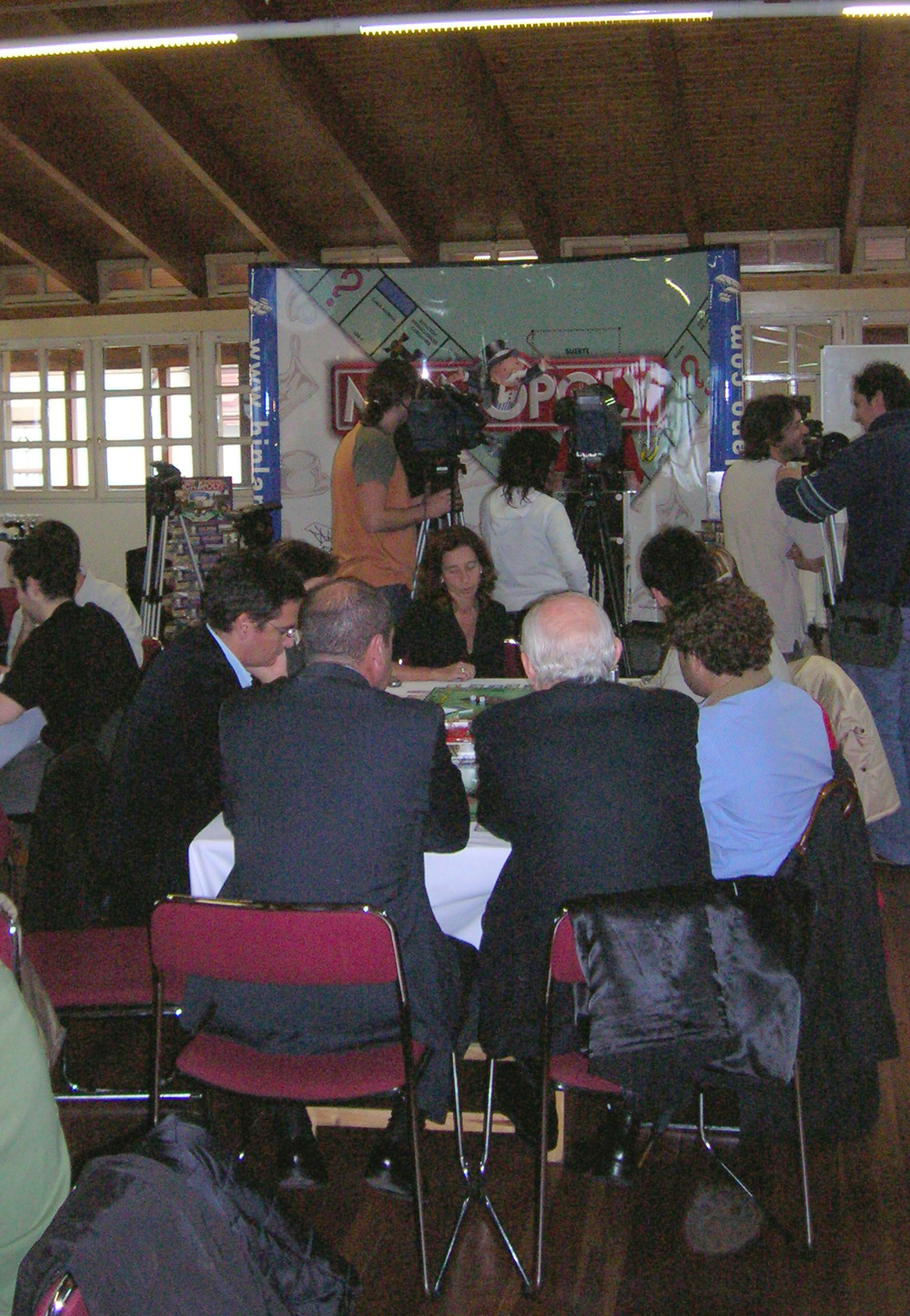
Presentación de la edición para Bilbao del Monopoly de Hasbro.

En 2004, en conmemoración del centésimo quincuagésimo aniversario de la fundación de Atlantic City, el periódico Courier-Post del sur de Nueva Jersey, perteneciente a la empresa Gannett de Virginia, publicó una serie de artículos en línea acerca de los lugares de Atlantic City nombrados en Monopoly. En ellos se describió cómo eran las calles y alrededores de Atlantic City en la época de Charles Darrow en los años treinta, y cómo han ido cambiando. El hijo mayor de Darrow, William, quien ayudó a su padre a hacer a mano los juegos de Monopoly, y quien ha sido un agricultor en Pensilvania, fue uno de los entrevistados para esta serie de artículos. También fue entrevistado Phil Orbanes, un antiguo empleado de Parker Brothers, que trabajaba en la división de diseño de Monopoly y quien publicó un libro acerca de la historia y estrategia del juego.
En 2009, por primera vez desde su invención en 1930, Monopoly cambia su sistema de juego en la nueva edición Monopoly City. Ahora los jugadores podrán levantar una ciudad desde la primera tirada de dados, eliminando la necesidad de conseguir un grupo de propiedades completo para poder construir edificios en sus propiedades. Además, igual que en la vida real, el valor de las propiedades y los ingresos de los jugadores por alquileres pueden subir o bajar al cambiar el paisaje de la ciudad. Los jugadores pueden construir edificios que aumenten el valor de sus propiedades, como escuelas o parques eólicos respetuosos con el medio ambiente, o pueden sabotear a sus oponentes construyendo depuradoras de aguas residuales o prisiones en las propiedades de estos.
También existe el juego «Monopoly Edición Mundial» en el que, con tarjetas de crédito, se pueden comprar las principales ciudades del mundo como Barcelona, Montreal, Londres, Tokio, Jerusalén, París, Sídney o Roma.
Monopoly GO! se lanzó el 11 de abril de 2023 para dispositivos móviles (Android e iOS) por Scopely. En su último año, la versión digital de Monopoly se convirtió en el juego móvil más popular del 2023, generando más de $2000 millones en ingresos.

### España
Las divisiones de Hasbro fuera de Estados Unidos producen ediciones de Monopoly con lugares locales, como por ejemplo Hasbro Iberia, que produce ediciones de Monopoly con lugares de la Unión Europea o ciudades como Madrid, Barcelona, Sevilla, Zaragoza, Valencia, Málaga, Bilbao, Valladolid, Vigo, Palma de Mallorca, Murcia, Oviedo, Granada, Santander y la ciudad de Elda.
En España, entre los años treinta y sesenta, el juego se vendió con los nombres de El Palé, y La Paz con calles de Madrid como Paseo del Prado. Aparentemente, El Palé fue patentado por el malagueño Francisco Leyva Vances, y su nombre deriva de las letras iniciales de Paco Leyva. 
También se vendieron variantes del juego como La ruta del tesoro publicado por Cefa en los ochenta, siendo uno de sus mayores atractivos el uso de monedas, y Petrópolis basado en el comercio de petróleo.
En las Navidades de 2006 se lanzó el Monopoly con lugares de Zaragoza y también las versiones Nostalgia, con caja de madera, y la electrónica, que sustituye el dinero de los jugadores por tarjetas de crédito.
Así es la mayor colección de Monopoly del mundo
Aunque Monopoly llegó a España en los años 70, nunca ha despertado tanto interés entre los españoles como lo hizo durante los primeros meses de 2018. En enero, su fabricante, el grupo Hasbro, decidió dejar en manos de los usuarios la configuración del tablero de la próxima edición del juego de mesa dedicada a España, en la que los habituales nombres de las calles son sustituidos por los de municipios.
Para ello, puso en marcha una encuesta en Internet durante dos meses, en la que cada internauta contaba con un número ilimitado de votos. 
La ciudad más votada del nuevo tablero fue Estepona (Málaga) con un total de 571.778 apoyos. Completan el 'top 5' las madrileñas Alcobendas (454.546 votos) y Alcorcón (346.983), la gaditana San Fernando (303.941) y la alicantina Elda (262.297). Dos municipios de menos de 100 habitantes se alzan entre los más votados en la encuesta que Hasbro lanzó en enero para que los internautas eligieran qué urbes merecían contar con su propia casilla en esta edición del juego, disponible a partir de la Navidad de 2018.
Resulta especialmente llamativa la ausencia de las grandes ciudades -como Madrid, Barcelona, Valencia o Sevilla- en esta selección. Ninguna de ellas ha logrado apoyos suficientes para hacerse con su propia casilla.

### Latinoamérica.
En Argentina es muy popular un juego basado en el Monopoly conocido como Estanciero, una especie de Monopoly con Provincias de Argentina. Adicionalmente existe una edición de Monopoly adaptada al territorio argentino.
En México hay un juego bastante atractivo llamado Turista, donde se comercializan territorios representando Estados Mexicanos. También cuenta con una versión llamada Turista Mundial, que como su nombre indica, incluye muchos del mundo.  
En Guatemala la empresa Juegos Metta Produce el Bancopoly, que es una versión modificada con nombres de lugares de Guatemala.
En Cuba  tuvo hasta su propia adaptación apócrifa, llamada Deuda Eterna, donde los jugadores no hacían de empresarios que buscaban enriquecerse, sino que hacían el papel de gobiernos de países del tercer mundo, cuyo objetivo era derrotar al FMI.
Desde el año 1989, Industrias Ronda, de Colombia, bajo licencia de Parker Brothers publica una edición local llamada Monopoly Edición Colombia, la cual reemplaza los lugares clásicos del juego, por lugares comunes y representativos de ocho ciudades colombianas, Bogotá, Medellín, San Andrés, Cartagena, Cali, Manizales, Cúcuta y Popayán. Además, las acciones de estaciones de tren son reemplazadas por terminales de transporte de Cali, Pereira, Medellín y Bogotá. Usa como moneda el peso. La más reciente versión, de 2006, es la sexta edición de este juego. Esta empresa además publica las ediciones estándar y especiales que se venden en el mercado Chileno.
En Chile hay un símil propio de Monopoly totalmente criollo llamado «El Gran Santiago», «La Gran Capital» o «La Gran Metrópoli», en el que se pueden comprar calles y avenidas de la capital chilena e incluso empresas chilenas como Chilectra, GASCO y lugares emblemáticos como el Estadio Nacional de Chile, Club Hípico de Santiago, Aeropuerto de Pudahuel, etc. El juego era popular hasta la llegada de Monopoly en los 90. El Monopoly Chile original fue lanzado en el 2009 y contó con 22 ciudades diferentes del país, pero en esta ocasión, se decidió optar por sitios turísticos o lugares icónicos que representan lo mejor de Chile. Se postuló a 48 sitios, repartidos en cuatro categorías diferentes: Chile Azul, representando los lagos, ríos y costas; Chile Cordillerano, haciendo homenaje al Chile de las montañas, Chile Patrimonial y Moderno, con construcciones y monumentos más representativos y finalmente Chile Bellezas Naturales. La selección de lugares fue hecha mediante votación popular por internet en la página oficial de Hasbro Chile y en abril de 2018 se relanzó una segunda edición de Monopoly Chile con 22 lugares adicionales a las 22 ciudades de Chile agregadas en el 2009.
En Uruguay hay una versión de Monopoly llamado Monopolio Montevideo. Este juego viene en una especie de maleta que dentro tiene el tablero y las demás cosas. Este Monopoly tiene Barrios de Montevideo.
En Perú, Hasbro lanzó en octubre del 2010 Monopoly Edición Perú que contiene 22 destinos culturales y naturales del país de entre más de 60 localidades representativas que estuvieron a votación popular a través de internet en marzo del mismo año y de los cuales destacan Machu Picchu, las Líneas de Nazca, Sipán, Caral y el Lago Titicaca. 
Monopoly se fabricó desde 1966 a 1996 Por la empresa Peruana Juguetería y Belenes. Bajo licencia de Parker Brothers y unos años bajo Hasbro. 
Se produjeron más de 7 ediciones durante esos 30 años, con ediciones que incluían calles americanas y calles de Lima, como 
el Jr. de la Unión, Av. España, Ferrocarril de Lima y Callao.

## Equipo
Cada jugador está representado por un símbolo pequeño de metal llamado señal que se mueve alrededor del tablero de acuerdo al número que aparece al tirar los dados. Las piezas del juego que se utilizan actualmente son las de la foto de la derecha (de izquierda a derecha):
- Una carretilla
- Un buque de guerra
- Un saco de dinero (en las ediciones de 1999-2007)
- Un jinete a caballo (retirada desde 2000)
- Un vehículo (Ford 40 Special Speedster 1934)
- Un tren (solo en la edición de lujo)
- Un dedal
- Un obús, más conocido como un cañón
- Un zapato de estilo antiguo
- Un perro Terrier escocés (desde la edición de 1942)
- Un sombrero de copa
- Una plancha (retirada desde 2013)
- Un gato (desde 2013)
- Una guitarra (versión de México)

En la versión australiana, aparece además un koala.
Muchas de las fichas fueron creadas por empresas como la Dowst Miniature Toy Company, que fabricó dijes y fichas metálicas, diseñadas para ser utilizadas en pulseras. El buque de guerra y el cañón fueron usados en el juego de guerra de Parker Brothers Conflict (lanzado en 1940), pero después de que el juego fracasara en el mercado, las piezas se reutilizaron para el Monopoly. Hasbro ha adoptado recientemente el buque de guerra y el cañón del juego Diplomacy.
En las primeras ediciones de la versión estándar (incluyendo algunas ediciones de Canadá, que utiliza el diseño del tablero de EE. UU.) no se incluyen las fichas de peltre, sino que había peones genéricos de madera idénticas a las del juego Sorry!. Parker Brothers adquirió también Sorry! en la década de 1930.
En febrero de 2013, después de una votación en línea hecha por los jugadores, se decide retirar la plancha y remplazarla por un gato.
Otros artículos incluidos en la edición estándar son:

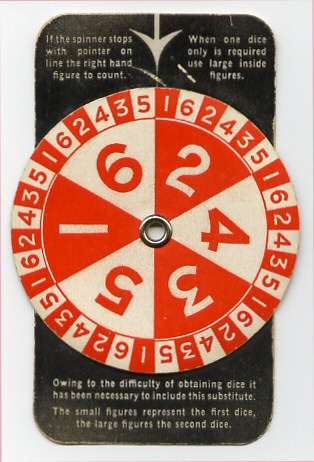
En el Reino Unido, los dados fueron sustituidos por una ruleta debido a la falta de materiales durante la Segunda Guerra Mundial.

- Un par de dados de seis caras. (Desde el año 2007, un tercer dado «rápido» «Speed Die» fue añadido en algunas variaciones.)
- Un título para cada propiedad. Un título de propiedad se le da a un jugador cuando este lo compra, y especifica el precio de compra, valor de la hipoteca, el costo de la construcción de viviendas y hoteles en la propiedad, y los diferentes precios de alquiler, dependiendo del grado de desarrollo de la propiedad. Las propiedades incluyen:
  - 22 calles, divididos en 8 grupos de colores de dos o tres calles. Un jugador debe poseer todos de un grupo de color (comúnmente confundido a llamarse un monopolio), con el fin de construir casas u hoteles. Si un jugador quiere hipotecar una propiedad de un grupo de colores, no solo se retiran los hoteles o casas de esa propiedad, los de las otras propiedades del mismo color también.
  - 4 ferrocarriles. Los jugadores cobrar el alquiler $ 25 si son propietarios de una estación, $ 50 si son propietarios de dos, $ 100 si son propietarios de tres y $ 200 si son propietarios de los cuatro. Estos suelen ser sustituidos por las estaciones de tren en ediciones de Monopoly diferentes a los de Estados Unidos.
  - 2 empresas de servicios públicos. El alquiler es cuatro veces el valor de los dados si el jugador posee una utilidad, pero 10 veces el valor de los dados si el jugador posee ambas cosas. Hoteles y casas no se puede construir sobre los servicios públicos o estaciones.
- Una suministro de papel moneda. El suministro de dinero es teóricamente ilimitado, si el banco se queda sin dinero, los jugadores deben conformarse con otros marcadores, o calcular sobre el papel. El papel moneda adicional se puede comprar en algunos lugares, sobre todo en almacenes de juegos y sitios de hobbies, o descargarlo desde varios sitios web, imprimirlos y cortarlos a mano (uno de estos sitios ha creado un billete de $ 1000 para el juego, que no es una de las denominaciones de serie). En la edición original estándar de EE. UU., el suministro generalmente comienza con $ 15.140. El ganador del Campeonato Mundial de Monopoly cada cuatro años recibe la misma cantidad en dólares estadounidenses.
- 32 casas y 12 hoteles de madera o plástico (el original y la edición de lujo tienen las casas y los hoteles de madera, el «conjunto básico» convencional utiliza los edificios de plástico). A diferencia del dinero, las casas y hoteles tienen un suministro limitado. Si no se dispone de más edificios, ningún sustituto está permitido.
- Una baraja de 16 cartas de Casualidad y una de 16 cartas de Arca Comunal. Los jugadores sacan estas tarjetas cuando se posan sobre las casillas correspondientes de la pista, y se debe seguir las instrucciones impresas en ellas.

Hasbro también vende una edición de lujo, que es en su mayoría similar a la edición tradicional, pero cuenta con casas y hoteles de madera y las fichas en tonos dorados, incluyendo una ficha, además de los once estándar (una locomotora del ferrocarril). Otras adiciones a la edición de lujo incluye un carrusel de tarjetas, que tiene las cartas de título de propiedad, y el dinero impreso en dos colores de tinta.
En 1978, el vendedor Neiman Marcus fabricó y vendió una edición de chocolate del Monopoly a través de su «Christmas Wish Book» (Libro de deseos de Navidad) de ese año. Todo el conjunto era comestible, incluyendo el dinero, los dados, hoteles, propiedades, fichas y tablero de juego. El conjunto fue vendido en 600 dólares.

## Monopoly GO!
Scopely lanzó Monopoly GO, la versión digital del juego de mesa Monopoly, disponible en Google Play y App Store.
Es una versión móvil del clásico juego de mesa, donde los jugadores lanzan dados, compran propiedades, y mejoran edificios para obtener recompensas.

## Reglas
Los jugadores comienzan por turnos, el jugador que empieza el juego se decide al azar antes de la partida. Cada jugador inicia el juego con 1500 $. Para comprar avenidas, no es necesario dar dos vueltas sino solo una. A su vez, como es costumbre, se comienza lanzando los dados y se avanza su pieza en sentido horario alrededor del tablero, el correspondiente número de espacios. 
Si un jugador cae en el espacio Fortuna o Arca Comunal, recoge la carta superior de la baraja correspondiente y sigue las instrucciones escritas en ella (estas cartas deben estar boca abajo antes de comenzar la partida). Una vez sacada la carta se coloca en la parte inferior. Si el jugador cae en una propiedad sin dueño, ya sea una calle, un ferrocarril, o una utilidad, puede comprarla a no ser que esté en la primera vuelta del juego, la propiedad por el precio de compra en la lista. Si decide no realizar esta compra, la propiedad está disponible para otro jugador que tenga el dinero para comprarlo. Si la propiedad ya posee dueño, debe pagar al propietario un alquiler determinado, el precio depende de si la propiedad es parte de un conjunto o su nivel de desarrollo. Si un jugador saca pares, tira otra vez después de completar su turno. Si el jugador saca 3 veces seguidas pares, deberá ir a la cárcel.
En el caso de que en la primera ronda vayas a la cárcel no va a contar esa vuelta, vas a tener que terminar de dar la vuelta y completarla.
Si un jugador está en la cárcel, no realiza un turno normal, puede pagar 50$ para ser liberado de la cárcel, o intentar sacar pares en los dados. Si un jugador no saca pares para salir de la cárcel, cede su turno. Si intenta esto 3 veces tendrá que pagar la multa de 50$ por obligación para ser liberado. Mientras el jugador está en la cárcel, todavía puede vender propiedades y edificios, y cobrar los alquileres. Si un jugador saca pares, inmediatamente se puede mover de acuerdo con la cantidad indicada por los dados, pero no puede así por segunda vez después de salir de la cárcel. Durante el turno de un jugador, ese jugador también puede optar por desarrollar propiedades, si posee todas las propiedades del grupo de colores. El desarrollo implica la construcción de casas u hoteles en las propiedades, de determinadas cantidades de dinero que se paga al banco, y se hace un seguimiento en el tablero mediante la adición de casas y hoteles a la plaza. El desarrollo debe ser uniforme a través de un monopolio (grupo de propiedades del mismo color), de tal manera que una segunda casa no se puede construir en una propiedad de un monopolio hasta que los otros tengan una casa.
Aunque las casas y los hoteles no se puede construir en los ferrocarriles o los servicios públicos, el alquiler aumenta si un jugador tiene varias vías férreas o ambos servicios públicos.
Las propiedades también pueden ser hipotecadas, aunque todos los desarrollos realizados sobre el monopolio deben ser vendidos antes de que la propiedad sea hipotecada o comercializada. También el banco le paga al jugador cada vez que cae en su propiedad el precio establecido. El jugador recibe dinero del banco por cada propiedad hipotecada, que debe ser devuelto con intereses para retirar la hipoteca. Casas y hoteles se puede vender de nuevo al banco a mitad de precio. La propiedad no puede ser entregada a otro jugador.
Cuando un jugador se declara en quiebra, es eliminado del juego, si no puede pagar lo que debe. Si el jugador en bancarrota debe al banco, debe pasar todas sus propiedades al banco. Si la deuda es a otro jugador, se debe dar todas las propiedades al oponente, pero el nuevo propietario tiene que pagar al banco para retirar la hipoteca por cualquier propiedad recibida. El ganador es el jugador que quede después de que todos los demás se declaren en quiebra.

### Reglas caseras
Las instrucciones oficiales de Parker Brothers permiten desde hace mucho tiempo el uso de reglas de casa, adiciones o sustracciones específicas de las normas oficiales establecidas. Muchos jugadores de Monopoly informal se sorprenden al descubrir que algunas de las reglas que utilizan no forman parte de las reglas oficiales. Muchas de estas reglas de la casa tienden a hacer el juego más largo de forma aleatoria dando a los jugadores más dinero. Se enumeran a continuación algunas reglas caseras habituales:
- Sin subastas: Si un jugador decide no comprar una propiedad sin dueño, no se lleva a cabo la subasta, y el turno pasa al siguiente jugador. Esto alarga el juego mediante el aumento de la cantidad de tiempo necesario para que todas las propiedades se compren y se desarrollen, y por la reducción de la velocidad a la que se intercambia dinero.
- Un bono para aterrizar directamente en Go al lanzar los dados (comúnmente una adición de $ 200 o $ 500). Esto puede o no puede incluir cartas que envía al jugador a Go.
- En los negocios, los jugadores pueden ofrecer «inmunidad de alquiler» de sus propias propiedades (alguien que no tiene que pagar el alquiler cuando aterriza en esa propiedad) como parte de un acuerdo (esto puede ser bueno para un cierto número de aterrizajes o en todo el juego).
- Cuando se deben pagar impuestos o cantidades dichas en las cartas de suerte a la banca, este dinero se coloca en el centro del tablero, de modo que cuando alguien caiga en la casilla de aparcamiento gratuito se lleve todo este dinero.
- El banco le paga al jugador por cada vez que caiga en su propiedad el precio establecido
- Si te sale una tarjeta de pague los impuestos de la calle, si no tienes propiedades en esa calle los impuestos son nulos.
- Si un jugador se retira teniendo más dinero es el ganador
- Las propiedades se colocan en el centro del tablero, agrupadas por color, servicios o transporte, ordenadas aleatoriamente del 1 al 10; Las propiedades se compran por grupos de color, o conjunto de servicios o todo el transporte, solo un grupo por turno de jugador, se compra únicamente cuando se llega a la casilla de casualidad o de fortuna, en ese momento el jugador deberá decidir si sacar tarjeta o comprar un conjunto de propiedades, si decide lo último deberá lanzar los dados y comprar el conjunto de propiedades que le toque, es decir si le sale por ejemplo en los dados la suma de 7, entonces comprará el conjunto de propiedades que se encuentra en el centro del tablero en la posición 7 en ese momento; si le sale 12 deberá contar los grupos desde el primero hasta el último, si sigue faltando contará el primero como si fuera el siguiente después del último, y sucesivamente. También se aplica que todo impuesto o multa expresada en las tarjetas o multa para salir de cárcel, dicho dinero se coloca en el centro del tablero, de tal manera que el jugador que llegue a aparcamiento gratuito se lo lleve todo, pero además cuando se llega a aparcamiento gratuito, el jugador se beneficia sin ningún costo, de un conjunto de propiedades, si es que hubiera todavía, lanzando los dados descrito anteriormente. Las casas se construyen sobre los terrenos de forma nivelada, por ejemplo no puede haber un terreno del mismo color con tres casas y los otros terrenos con una sola casa, en tal caso debería haber dos terrenos con dos casas y un terreno con una casa.

Las reglas de casa, mientras no sean oficiales, no son totalmente reconocidos por Parker Brothers.